# Sarapuu
Sarapuu – wieś w Estonii, w prowincji Valga, w gminie Otepää. W 2025 roku miała 39 mieszkańców.